# クリストフ・ドゥッフナー
クリストフ・ドゥッフナー（Christof Duffner、1971年12月16日 - ）は、ドイツバーデン＝ヴュルテンベルク州シェーンヴァルト出身の元スキージャンプ選手。1989年～2004年に国際大会で活躍し、1994年リレハンメルオリンピックで金メダルを獲得している。

## プロフィール
世界選手権に1991年から2003年まで5大会に出場、1997年のトロンハイム大会では団体戦銀メダル、1999年のラムソー大会では団体戦金メダルを獲得している。
スキージャンプ・ワールドカップでは1992年12月30日オーベルストドルフで自身唯一の勝利をあげている（他に通算で2位2回3位2回を記録）。
総合では1992/93シーズンの6位が自己最高位。
また、1994年のスキーフライング世界選手権で自己最高位の4位に入賞した。
2004年現役引退。